# Albert Gümbel
Albert Gümbel (* 3. Oktober 1866 in München; † 27. September 1931 in Nürnberg) war ein deutscher Archivar.

## Leben
Albert Gümbel war ein Sohn des Geologen Carl Wilhelm von Gümbel in München. Er besuchte das Gymnasium in München und studierte an den Universitäten Würzburg, Erlangen, Leipzig und München. Er wurde während seines Studiums 1888 Mitglied der christlichen Studentenverbindung Uttenruthia Erlangen und der SBV Nordalbingia Leipzig. 1892 trat er in den bayerischen Archivdienst ein und wurde 1900 Kreisarchivsekretär in Nürnberg und stand seither, zuletzt als Oberarchivrat, bis zu seinem Tod im Dienst des dortigen Staatsarchivs.
Bekanntheit, insbesondere in der Kunstgeschichtsforschung, erlangte Gümbel durch seine zahlreichen, in Zeitschriften oder auch als selbständige Publikationen veröffentlichten Mitteilungen aus Nürnberger Quellen, vor allem zum 15. und 16. Jahrhundert.

## Veröffentlichungen (Auswahl)
- Neue archivalische Beiträge zur Nürnberger Kunstgeschichte. Schrag, Nürnberg 1919.
- Zur Lebensgeschichte Peter Henleins, des Erfinders der Taschenuhr. In: Das Bayerland. Band 32, 1921, Nr. 20, S. 332–335.
- Der kursächsische Kämmerer Degenhart von Pfeffingen, der Begleiter Dürers auf der „Marter der zehntausend Christen“ (= Studien zur deutschen Kunstgeschichte 238). Heitz, Straßburg 1926.
- Dürers Rosenkranzfest und die Fugger. Konrad Peutinger, der Begleiter Dürers. Heitz, Straßburg 1926.
- Sebastian Schedel, der Dürersche Unbekannte im Pradomuseum? Heitz, Straßburg 1927.
- Das Mesnerpflichtbuch von St. Sebald in Nürnberg vom Jahre 1482. Kaiser, München 1929.